# Gerald R. Allen
Gerald Robert Allen, né en 1942 à Los Angeles en Californie, est un ichthyologiste américano-australien. Il fait autorité au niveau international dans le domaine de la classification et l'écologie des coraux et poissons des récifs de l'Indo-Pacifique. Il est aussi appelé par le diminutif « Gerry ».

## Biographie
Né en 1942, il passe son enfance en Californie où il acquiert son goût pour l'histoire naturelle. Il obtient un doctorat en zoologie marine de l’université d'Hawaï en 1971. Sa thèse de doctorat traite de la systématique et la biologie des Poissons-clowns.
Attiré par la riche faune australienne relativement peu étudiée, il déménage avec sa femme Connie à Sydney en 1972 puis à Perth le long de la côte de l'océan Indien deux ans plus tard. De 1974 à 1998, il est conservateur du Western Australian Museum de Perth. À la retraite, Il participe activement pour l’organisation à but non lucratif Conservation International à la protection des récifs coralliens du Sud-Est asiatique.
Il habite à Perth avec sa femme Connie avec qui il a eu deux fils Tony and Mark.
Dr Allen est l'ancien président de l’Australian Society for Fish Biology, membre honoraire de l’American Society of Ichthyology and Herpetology. En 2003, il reçoit le K. Radway Allen Award pour Outstanding Contributions to Australian Ichthyological Science.
Il se décrit comme « de la vieille école dans son approche de la science, passant plus de temps sur le terrain que derrière un bureau à regarder dans un microscope ».
Ses autres passions sont l'escalade, le cyclisme et l'ornithologie.

## Publications
Allen est l'auteur de 33 livres et de plus de 400 publications scientifiques[réf. souhaitée].
- (en) G. R. Allen, Anemonefishes : Their classification and biology, Neptune City, NJ, Tropical Fish Hobbyist Publications, 1972, 288 p. (OCLC 310721635)
- (en) D.G Fautin et G.R. Allen, Field guide to anemonefishes and their host sea anemones, Perth, WA, Western Australian Museum, 1992 (ISBN 0-7309-5216-9, lire en ligne)
- (en) Gerald R. Allen, Roger Swainston et Jill Ruse, Marine fishes of tropical Australia and South-East Asia, Perth, Western Australian Museum, 1997, 292 p. (ISBN 0-7309-8363-3)
- (en) D.G Fautin et G.R. Allen, Field guide to anemonefishes and their host sea anemones : a guide for aquarists and divers, Perth, WA, Western Australian Museum, 1997, Revised edition (ISBN 0-7309-8392-7)